# Gare de Roumazières-Loubert
La gare de Roumazières-Loubert est une gare ferroviaire française fermée de la ligne de Limoges-Bénédictins à Angoulême, située sur le territoire de la commune de Roumazières-Loubert, dans le département de la Charente en région Nouvelle-Aquitaine. 
Elle est mise en service en 1875 par la Compagnie des Charentes. Gare de la Société nationale des chemins de fer français (SNCF), elle n'est plus desservie par des trains depuis le 13 mars 2018.

## Situation ferroviaire
Établie à 207 mètres d'altitude, la gare de Roumazières-Loubert est située au point kilométrique (PK) 467,341 de la ligne de Limoges-Bénédictins à Angoulême entre les gares d'Exideuil-sur-Vienne et de Fontafie.
Ancienne gare de bifurcation, elle était l'origine de la ligne de Roumazières-Loubert au Vigeant (déclassée mais en partie utilisée par un vélo-rail) et l'aboutissement de la ligne de Ruffec à Roumazières-Loubert (déclassée). Elle était également une gare d'échange avec la ligne d'intérêt local à voie métrique, d'Angoulême à Montembœuf, du réseau des Chemins de fer économiques des Charentes.

## Histoire
La compagnie des Charentes obtient la concession de la ligne Angoulême-Limoges en 1868 et les travaux durent jusqu'en 1875. En 1887 la Compagnie du chemin de fer de Paris à Orléans (PO) ouvre la ligne de Roumazières-Loubert au Vigeant.
À la suite du Plan Freycinet (loi du 02/07/1861) les lignes du 3e réseau sont construites dont Roumazières - Ruffec en 1911 qui desservait Champagne-Mouton et Saint-Claud et le prolongement de Roumazière - Confolens vers l'Isle-Jourdain en 1901. La gare de Roumazières était donc un important carrefour ferroviaire, et aussi industriel avec les tuileries. Elle était plus vaste que la plupart des autres gares de la ligne et on y trouvait un buffet.
La voie Roumazières - Ruffec a été déposée[Quand ?], mais la portion de voie Roumazières-Confolens a été sauvegardée par l'association du Chemin de Fer Charente-Limousine, qui y fait circuler des  vélos-rail.
Jusqu'au 12 mars 2018, la gare était desservie par les trains du réseau TER Nouvelle-Aquitaine au rythme de 5 allers et retours Limoges-Angoulême. Depuis le 13 mars 2018, la gare n'est plus desservie par des trains, la ligne étant fermée entre Saillat - Chassenon et Angoulême,.

## Fréquentation
De 2015 à 2018, selon les estimations de la SNCF, la fréquentation annuelle de la gare s'élève aux nombres indiqués dans le tableau ci-dessous:
| Année     | 2015  | 2016  | 2017  | 2018  |
| --------- | ----- | ----- | ----- | ----- |
| Voyageurs | 8 146 | 7 623 | 6 588 | 3 106 |

## Service des voyageurs

### Accueil
Gare SNCF, elle dispose d'un bâtiment voyageurs désormais fermé.

### Desserte

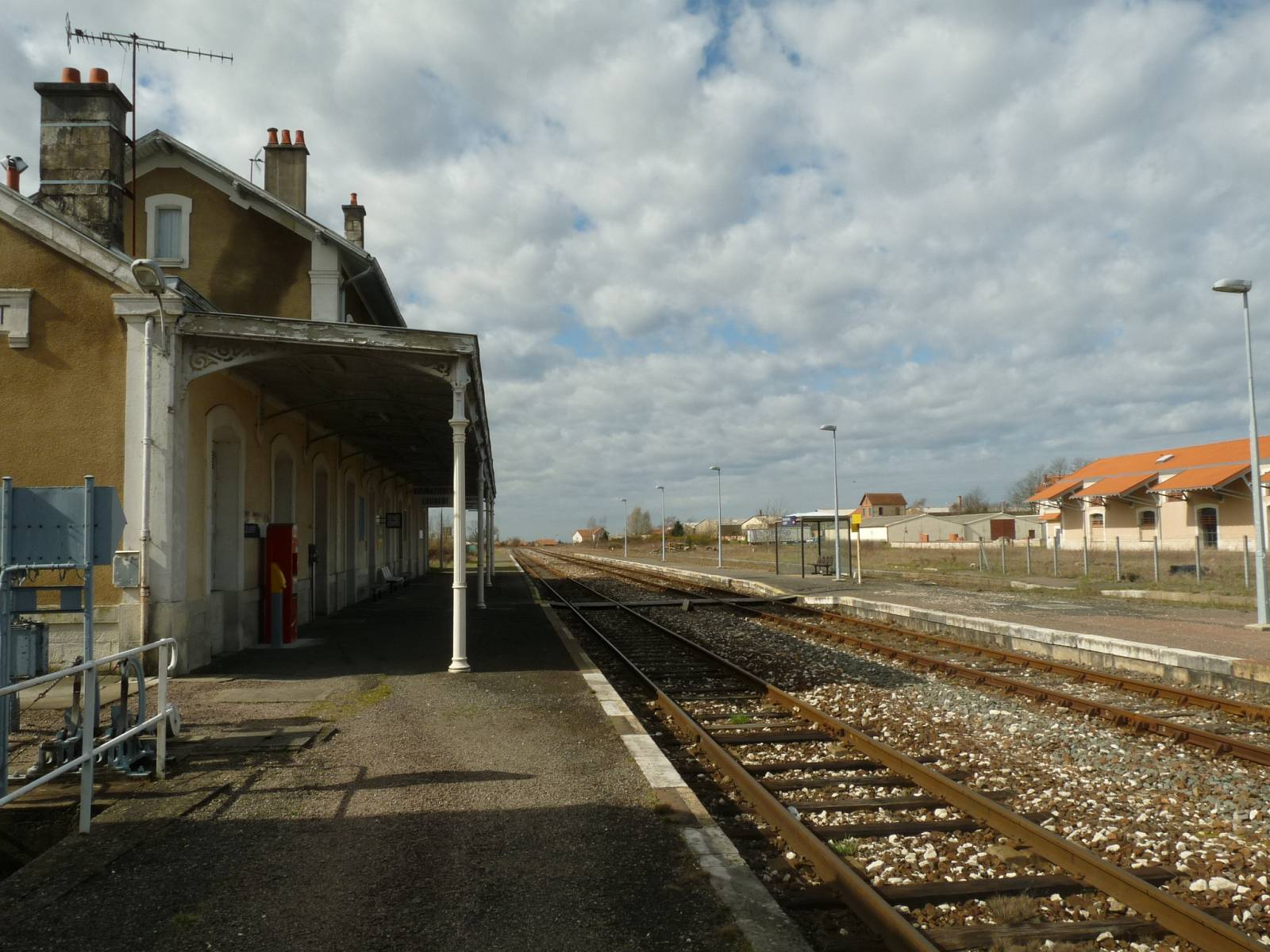
Voies et quais.

La gare est desservie par les autocars du réseau TER Nouvelle-Aquitaine.

## Chemin de fer touristique
À proximité de la gare SNCF, sur l'ancienne ligne de Roumazières-Loubert au Vigeant est située une des gares, de départ ou d'arrivée, du vélo-rail de Charente-Limousine qui est exploitée toute l'année entre Roumazières-Loubert et Confolens via Manot.